# Château de Lahamaide
Coordinates: 50°41′41″N 3°43′12″E / 50.694675°N 3.72012°E

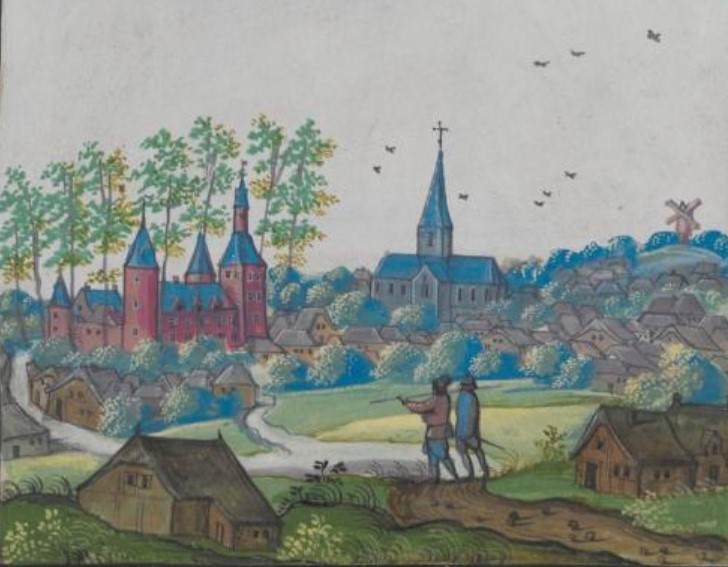
Château de Lahamaide vers 1600 tel que représenté dans les Albums de Croÿ

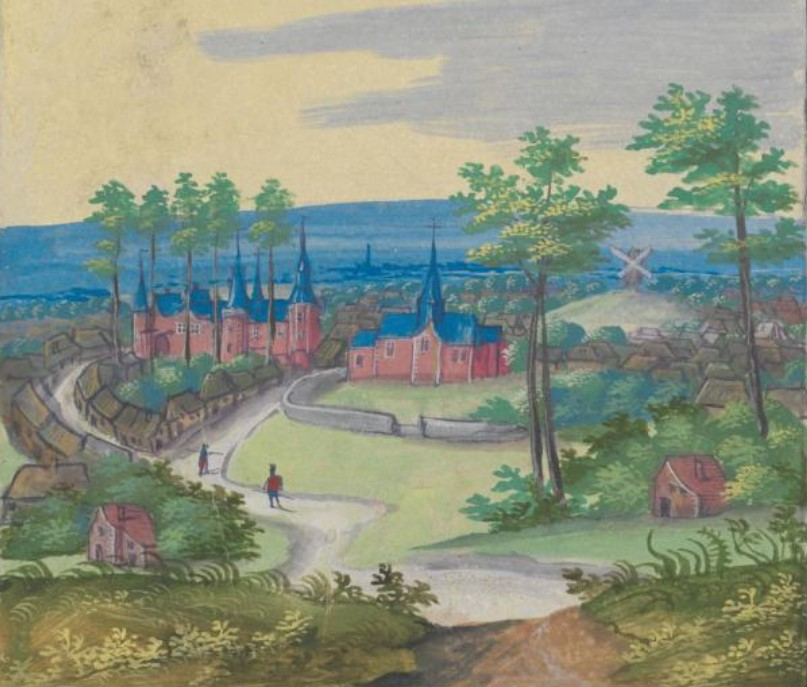
Deuxième image du Château de Lahamaide dans les Albums de Croÿ

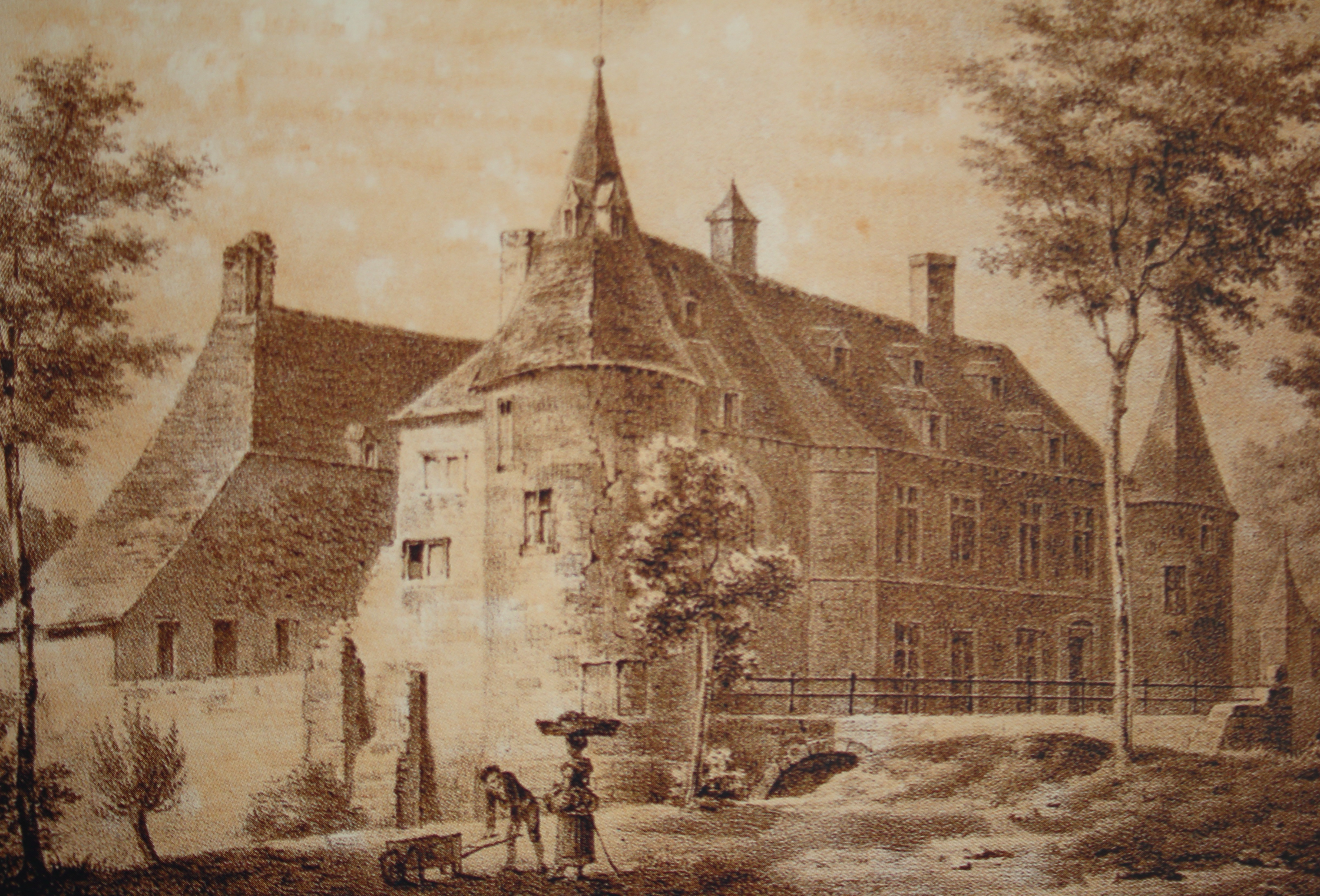
Le château de Lahamaide représenté sur une lithographie du XIXe siècle de Jean-Baptiste Madou

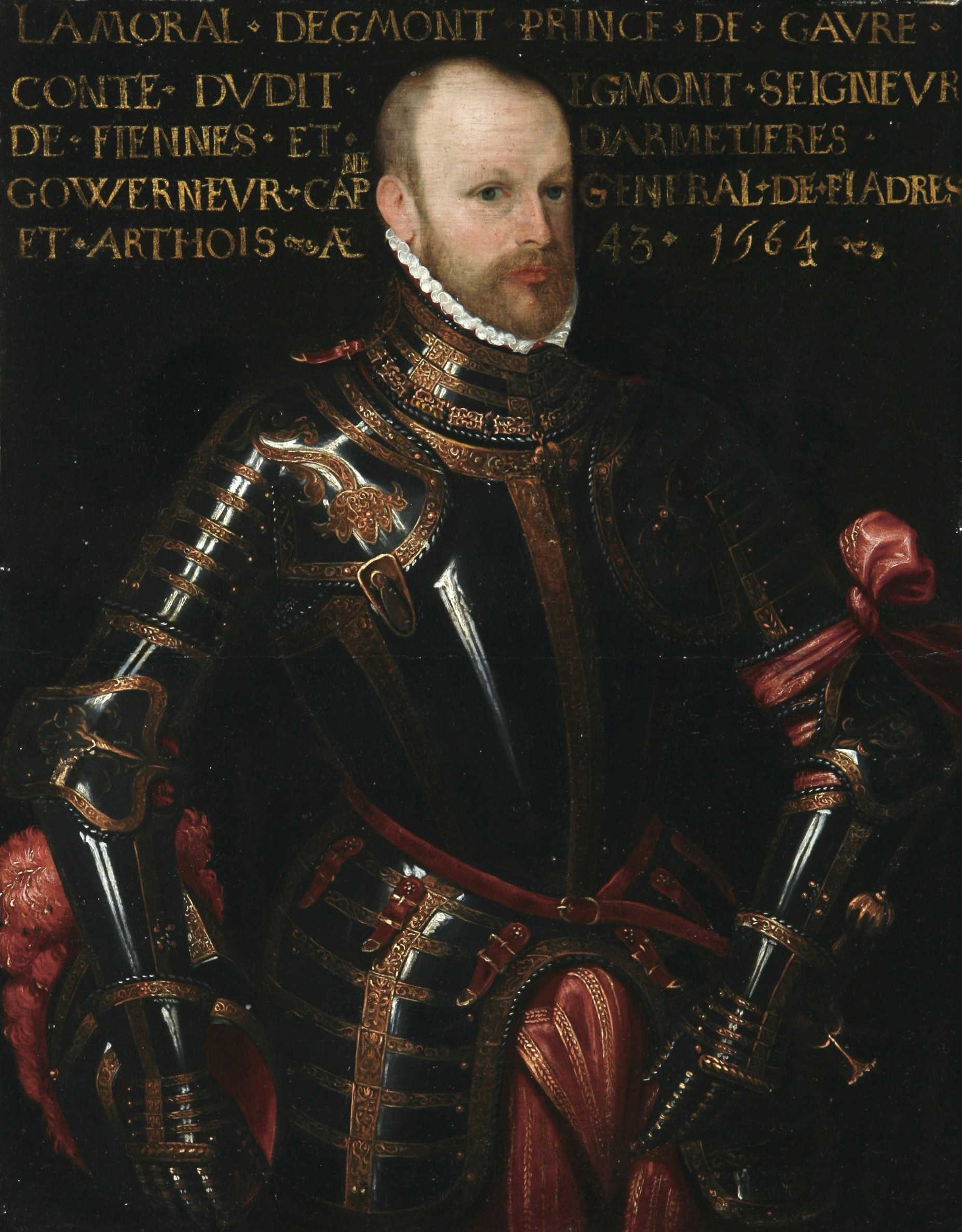
Lamoral comte d'Egmont est né au château le 18 novembre 1522.

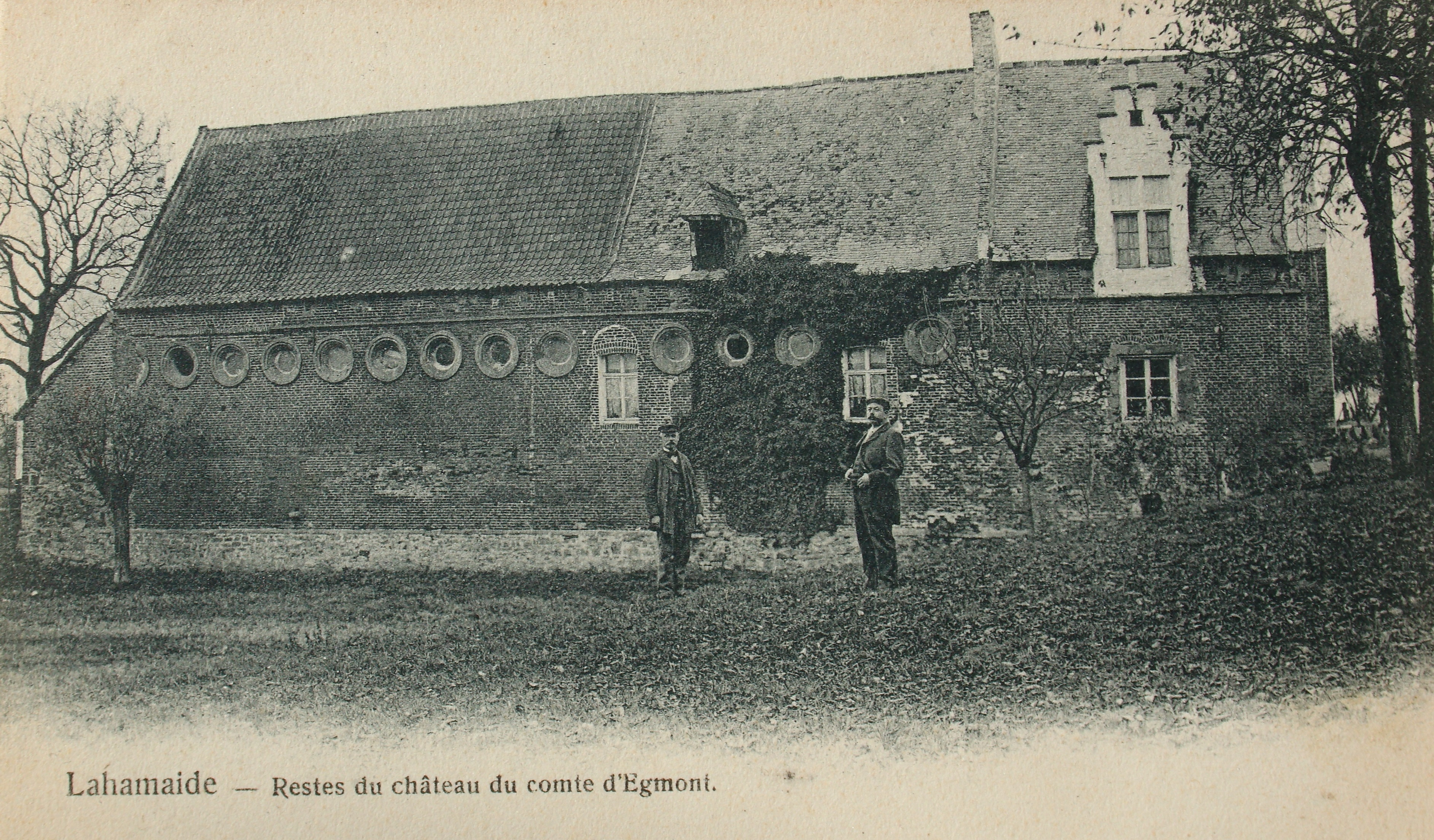
Les écuries sont les seuls vestiges du château de Lahamaide.

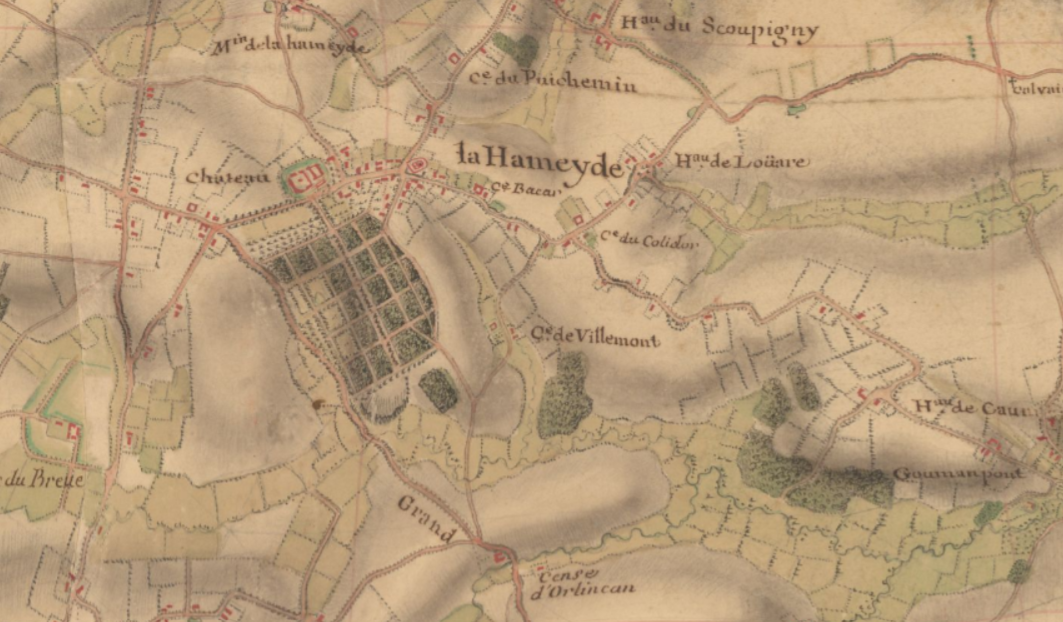
Le château de Lahamaide et le parc sur la carte Villaret vers 1745

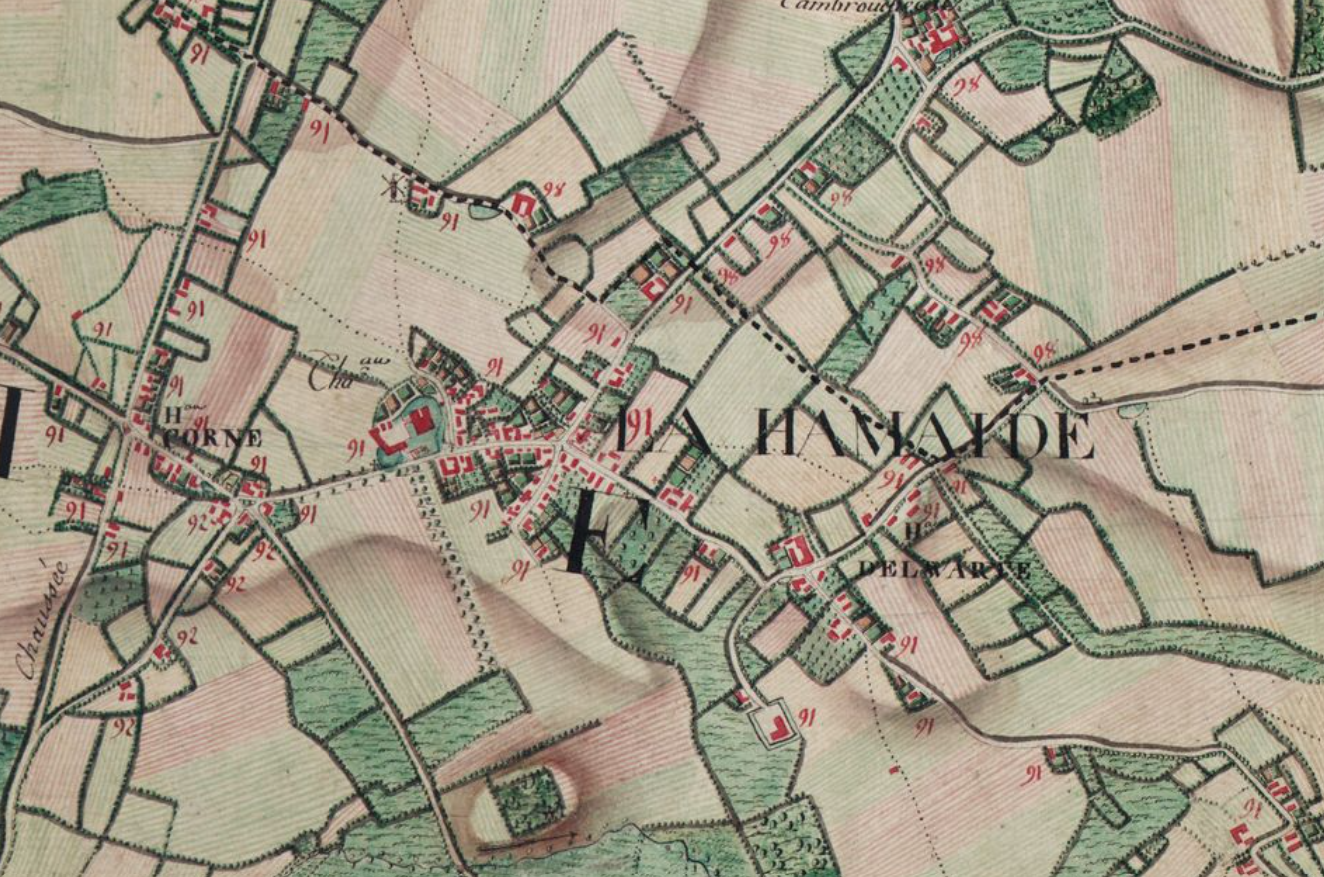
Le château de Lahamaide : carte Ferraris vers 1775

Le château de Lahamaide était un château situé à Lahamaide, sur la commune d'Ellezelles, dans la province de Hainaut, en Belgique. Il fut le lieu de naissance de Lamoral, comte d'Egmont, accusé par le Conseil des Troubles de révolte contre le roi Philippe II, condamné à mort et décapité le 5 juin 1568 à Bruxelles.
Il est tombé en ruines ; seules restent aujourd'hui les écuries.

## Histoire

### Maison de Lahamaide
Au XIIe siècle, le premier château en bois est construit, entouré de douves. Les propriétaires sont connus sous le nom de barons de Lahamaide. Ils deviennent une importante famille noble du comté de Hainaut. Au début du XVe siècle (avant 1415), un château en pierre est construit.

### Maison de Luxembourg-Fiennes
En 1485 meurt Michel de la Hamaide, dernier de sa famille. Sa nièce Marie de Berlaymont hérite du château. En 1470, elle épouse Jacques Ier de Luxembourg-Fiennes, seigneur de Zottegem. Le château passe alors aux mains de la maison de Luxembourg-Fiennes (une branche de la maison de Luxembourg ). Suivent Jacques II et Jacques III. Ce dernier, mort sans descendance, transmet ses biens à sa sœur Françoise de Luxembourg. Avec elle, l'illustre maison d'Egmond (ou Egmont) entre dans l'histoire des châteaux de Lahamaide et de Zottegem (le château de Zottegem est d'ailleurs connu aujourd'hui sous le nom de château d'Egmont ).

### Maison d'Egmond ou Egmont
La famille d'Egmond est l'une des principales familles nobles des Pays-Bas bourguignons devenus Pays-Bas des Habsbourg, puis Pays-Bas espagnols (les Dix-Sept Provinces). Elle doit son nom à la ville hollandaise d'Egmond, province de Hollande-Septentrionale, où se trouvait son château ancestral. Des membres de la famille devinrent ducs de Gueldre et comtes de Zutphen, comtes de Buren et comtes d' Egmont . En 1516, Françoise de Luxembourg, comtesse de Gavere, épouse Jean IV d'Egmont, chevalier de l'Ordre de la Toison d'Or. Ensemble, ils ont trois enfants, dont l'illustre Lamoral, né au château de Lahamaide le 18 novembre 1522 . Lamoral devient membre de la cour de l'empereur Charles Quint, devient premier prince de Gavere en 1553 et occupe les postes de capitaine général des Pays-Bas sous Charles Quint, chevalier de la Toison d'Or. Il est également nommé stathouder de Flandre et d'Artois. Cependant, le comte de Horn et lui sont accusés de « trahison » et condamnés à mort en 1568. Tous deux sont exécutés publiquement sur la Grand-Place de Bruxelles.
Après la décapitation du comte Lamoral en 1568, le duc d'Albe confisqua les domaines d'Egmont. Ce n'est qu'en 1593 que le fils cadet de Lamoral, le comte Charles II d'Egmont, put récupérer une partie des biens de son père, dont les châteaux de Zottegem et de Lahamaide. En 1600, il entreprit de rénover le château, l'enrichissant de doubles douves, de jardins avec fontaines et d'un parc de chasse. La famille continua d'utiliser le château comme résidence d'été jusqu'en 1707, date à laquelle le comte Procope François d'Egmont mourut, entraînant l'extinction de la famille en ligne masculine.

### La Maison d'Egmont-Pignatelli jusqu'à nos jours
Tous les biens et titres des Egmont passèrent à Procopo Pignatelli, fondateur de la maison Egmont-Pignatteli. Lui et ses fils, les comtes Guido et Casimir, ne résidèrent plus aux châteaux de Zottegem et de Lahamaide, mais préférèrent Paris et leur résidence d'été , le château de Braine Braine, près de Soissons, en France. Les châteaux de Zottegem et de Lahamaide tombèrent en ruine faute d'argent et de rénovations adéquates. Après la Révolution française, les biens des Pignatelli furent confisqués et vendus. Au cours du XIXe siècle, le château tomba en ruine. Il fut alors vendu à un chaufournier qui le démolit complètement. Aujourd'hui, tout a disparu, à l'exception des écuries.
De 1979 à 1985, des fouilles archéologiques ont été menées sous la direction du professeur Michel de Waha de l'Université libre de Bruxelles  et de Pierre-Paul Bonenfant. Ces fouilles se concentrent principalement sur les phases de construction du Moyen Âge. Seules trois images du château sont connues : une lithographie du XIXe siècle et deux images des Albums de Croÿ. Sur la carte Villaret de 1745 à 1748 (qui porte le nom de l’ingénieur-géographe français Jean Villaret), le château avec sa basse-cour et ses douves est clairement reconnaissable. Côté sud, les jardins et le parc sont rigoureusement subdivisés géométriquement par des axes continus et des voies transversales. La carte de Ferraris de 1771 à 1778 montre également le château, mais il est clair qu'il est tombé en ruine. La basse-cour ne paraît plus aussi grande et le parc a disparu ; il ne reste qu'un axe.

## Arts
Le château est illustré sur une lithographie originale de 1825  dessinée par Charles Alexandre Snoeck , lithographiée par Marcellin Jobard ,  présentée par la galerie d'art Napoléon .